# Bibliographie sur la sociologie de l'éducation
- [Durkheim 1902] Émile Durkheim, L'éducation morale, 1902-1903 [PDF] Lire en ligne (classiques.uqac.ca)

- [Durkheim 1922] Émile Durkheim, Éducation et sociologie, 1922 [PDF] Lire en ligne (classiques.uqac.ca)

- [Passeron 1982] Jean-Claude Passeron, « L’inflation des diplômes. Remarques sur l’usage de quelques concepts analogiques en sociologie », Revue française de sociologie, vol. 23, no 4,‎ 1982, p. 551-584

- [Merllié et Prévot 1991] Dominique Merllié et Jean Prévot, La mobilité sociale, Paris, La Découverte, coll. « Repères », 1991, 124 p.

- [Mear et Merle 1992] Patrick Mear et Pierre Merle, « 1986-1990 : Démocratisation et/ou hiérarchisation scolaire croissante des publics lycéens ? », Sociétés contemporaines, vol. 11-12, nos 3-4,‎ 1992, p. 31-52

- [Merle 1998] Pierre Merle, Sociologie de l’évaluation scolaire, Paris, PUF, coll. « Que sais-je ? », 1998, 128 p.

- [Cacouault-Bitaud et Oeuvrard 1995] Marlaine Cacouault-Bitaud et Françoise Oeuvrard, Sociologie de l’éducation, Paris, La Découverte, coll. « Repères », 1995, 121 p.

- [Merle 2000] Pierre Merle, « Le concept de démocratisation de l’institution scolaire: Une typologie et sa mise à l'épreuve », Population, vol. 55, no 1,‎ 2000, p. 15

- [Glasman 2001] Dominique Glasman, L'accompagnement scolaire : sociologie d'une marge de l'école, Paris, PUF, 2001

- [Cacouault-Bitaud et Oeuvrard 2001] Marlaine Cacouault-Bitaud et Françoise Oeuvrard, Sociologie de l’éducation, Paris, La Découverte, coll. « Repères », 2001 (1re éd. 1995), 128 p.

- [Merle 2002] Pierre Merle, « Démocratisation ou accroissement des inégalités scolaires? L’exemple de l’évolution de la durée des études en France (1988-1998) », Population, vol. 57, nos 4-5,‎ 2002, p. 633-659

- [Merle 2004] Pierre Merle, « La démocratisation de l’école », Le Télémaque, vol. 25, no 1,‎ 2004, p. 135-148

- [Terrail 2005] Jean-Pierre Terrail, L'école en France. Crises, pratiques, perspectives, Paris, La Dispute, 2005

- [Bulle 2005] Nathalie Bulle, « Sociologie de l'éducation », dans R.Boudon, M.Cherkaoui, B.Valade, Dictionnaire de la pensée sociologique, Paris, PUF, 2005 (halshs-00137191), p. 213-217

- [Duru-Bellat et van Zanten 2006] Marie Duru-Bellat et Agnès van Zanten, Sociologie de l’école, Paris, Armand Colin, 2006, 3e éd.

- [Van Haecht 2006] Anne Van Haecht, L’école à l’épreuve de la sociologie : La sociologie de l’éducation et ses évolutions, Louvain-la-Neuve, De Boeck Supérieur, coll. « Ouvertures sociologiques », 2006, 256 p.

- [Terrail 2007] Jean-Pierre Terrail et Jérôme Deauvieau, « Les Sociologues, l’école et la transmission des savoirs », dans —, Paris, La Dispute, 2007, 85-112 p.

- [Bihr et Pfefferkorn 2008] Alain Bihr et Roland Pfefferkorn, Le système des inégalités, Paris, La Découverte, coll. « Repères », 2008, 128 p.

- [Beaud 2008] Stéphane Beaud, « Enseignement supérieur : la "démocratisation scolaire" en panne », Formation emploi, no 101,‎ 2008, p. 149-165

- [Pinto 2008] Vanessa Pinto, « "Démocratisation" et "professionnalisation" de l’enseignement supérieur », Mouvements, vol. 55-56, no 3,‎ 2008, p. 12-23

- [Cacouault-Bitaud et Oeuvrard 2009] Marlaine Cacouault-Bitaud et Françoise Oeuvrard, Sociologie de l’éducation, Paris, La Découverte, coll. « Repères », 2009 (1re éd. 1995), 128 p. (ISBN 9782707156969) — accès gratuit par la bibliothèque Wikipédia.

- [Bulle 2009] Nathalie Bulle, L'école et son double : Essai sur l'évolution pédagogique en France, Paris, Hermann, 2009.

- [Merle 2009] Pierre Merle, La démocratisation de l'enseignement, La Découverte, 2009 (ISBN 978-2-7071-6610-4 et 2-7071-6610-3, OCLC 848172145) — accès gratuit par la bibliothèque Wikipédia.

- [Cherkaoui 2010] Mohamed Cherkaoui, Sociologie de l’éducation, Paris, PUF, coll. « Que sais-je ? », 2010, 8e éd., 128 p. (ISBN 9782130575436, lire en ligne) — accès gratuit par la bibliothèque Wikipédia.

- [Quéré 2010] L’état de l’école : 29 indicateurs sur le système éducatif français, Paris, Direction de l’évaluation, de la prospective et de la performance (DEPP), 2010, 71 p.

- [Merle 2012] Pierre Merle, La ségrégation scolaire, la Découverte, coll. « Repères », 2012 (ISBN 978-2-7071-7116-0) — accès gratuit par la bibliothèque Wikipédia.

- [Prost 2012] Antoine Prost, « 2. Quels enseignements tirer de la démocratisation scolaire ? », Regards croisés sur l’économie, vol. 12, no 2,‎ 2012, p. 46-49

- [Delphy 2013] Christine Delphy, L’ennemi principal, Paris, Éditions Syllepse, coll. « Nouvelles questions féministes », 2013, 264 p.

- [Dalous 2014] Jean-Pierre Dalous, « Scolarisation et origines sociales depuis les années 1980 : progrès et limites », INSEE,‎ 2014 (lire en ligne)

- [Siracusa 2014] Jacques Siracusa, « L’évaluation à l’université : un cas en sociologie », Éducation et sociétés, vol. 34, no 2,‎ 2014, p. 153-169

- [Merle 2015] Pierre Merle, « L’école française et l’invention de la note. Un éclairage historique sur les polémiques contemporaines », Revue française de pédagogie, no 193,‎ 2015, p. 77-88

- [Merle 2016] Pierre Merle, « À quoi servent les notes ? », dans Éduquer et Former, Auxerre, Éditions Sciences Humaines, coll. « Synthèse », 2016, 273-279 p.

- Muriel Darmon, La socialisation, Paris, Armand Colin, 2016, 128 p.

- [Merle 2017] Pierre Merle, La démocratisation de l’enseignement, Paris, La Découverte, coll. « Repères », 2017, 128 p.

- [Rayou 2017] Patrick Rayou, Sociologie de l’éducation, Paris, PUF, coll. « Que sais-je ? », 2017, 128 p.

- [Rosenwald 2017] Filles et garçons sur le chemin de l’égalité, de l’école à l’enseignement supérieur, Paris, Direction de l’évaluation, de la prospective et de la performance (DEPP), 2017, 36 p.

- [Briard 2019] Ségrégation professionnelle entre les femmes et les hommes : quels liens avec le temps partiel ?, Paris, Direction de l’animation de la recherche, des études et des statistiques (DARES), 2019, 75 p.

- [Felouzis 2020] Georges Felouzis, Les inégalités scolaires, Paris, PUF, coll. « Que sais-je ? », 2020, 128 p. — accès gratuit par la bibliothèque Wikipédia.

- [Lefresne 2020] Enquête génération, quand l’école est finie: premiers pas dans la vie active de la génération 2017 résultats de l’enquête 2020, Marseille, Céreq enquêtes, 2022

- [Singly 2020] François Singly, Le questionnaire, Malakoff, Armand Colin, 2020, 125 p.

- [Duru-Bellat et al 2022] Marie Duru-Bellat, Géraldine Farges et Agnès van Zanten, Sociologie de l’école, Paris, Armand Colin, 2022, 6e éd., 352 p. (ISBN 9782200630577, lire en ligne) — accès gratuit par la bibliothèque Wikipédia.

- [Dubar 2022] Claude Dubar, La Socialisation : Construction des identités sociales et professionnelles, Armand Colin, coll. « U », 2022, 5e éd. (ISBN 978-2-200-63134-5, lire en ligne ) — accès gratuit par la bibliothèque Wikipédia.

- [Draelants et Cattonar 2022] Hugues Draelants et Branka Cattonar, Manuel de sociologie de l’éducation, Louvain-la-Neuve, De Boeck Supérieur, coll. « Pratiques pédagogiques », 2022 — accès gratuit par la bibliothèque Wikipédia.

- [Hugrée et Poullaouec 2022] Cédric Hugrée et Tristan Poullaouec, L’Université qui vient: un nouveau régime de sélection scolaire, Paris, Raisons d’agir éditions, 2022, 179 p.

- [Lahire et al. 2022] Enfances de classe: de l’inégalité parmi les enfants, Paris, Éditions Points, 2022, 1212 p.

- [Rayou 2024] Patrick Rayou, Sociologie de l'éducation, Paris, PUF, coll. « Que sais-je ? », 2024, 128 p. (ISBN 9782715428683, lire en ligne) — accès gratuit par la bibliothèque Wikipédia.

- [Bereni et al 2020] Laure Bereni, Sébastien Chauvin, Alexandre Jaunait et Anne Revillard, Introduction aux études sur le genre, 3e, 2020, 432 p.

- [Bihr 2012] Alain Bihr, Les rapports sociaux de classes, Lausanne, Éditions Page deux, 2012, 140 p.

- [Martuccelli 1999] Danilo Martuccelli, Sociologies de la modernité: l’itinéraire du XXe siècle, Paris, Gallimard, 1999, 709 p.